# Hans Bartel (Admiral)
Hans Alfred Siegfried Bartel (* 25. Januar 1901 in Stolp (Pommern); † 27. August 1979) war ein deutscher Ingenieur und Flottillenadmiral der Bundesmarine.

## Leben
Hans Bartel trat am 1. April 1918 in die Kaiserliche Marine ein und war als Marineingenieuranwärter in der II. Werftdivision in Wilhelmshaven. Ende 1918 wurde er zur I. Werftdivision nach Kiel kommandiert. Vom 10. April 1919 bis 7. Juli 1920 war er in der II. Marine-Brigade (Wilhelmshaven) und in der III. Marine-Brigade (Kiel). Anschließend belegte er bis kurz vor Jahresende eine Werkstattausbildung in der Marineschule Kiel und der Marineschule Mürwik. Er wechselte bis zum 19. November 1921 zur Bordausbildung auf den Kreuzer Medusa und kam anschließend als Fähnrich zur See auf das Linienschiff Hannover. Vom 23. März 1922 bis 31. März 1923 belegte er einen Ingenieurhauptlehrgang an der Marineschule Mürwik und ging anschließend wieder zur Bordausbildung zurück auf die Hannover. Hier wurde er am 1. April 1924 zum Leutnant (Ing.) befördert und verließ die Hannover am 22. Juli 1924.
Am 1. Januar 1926 wurde er zum Oberleutnant (Ing.) befördert. 1930 wurde er von der Marinekonstruktionsabteilung im Reichswehrministerium an die Technische Hochschule Berlin kommandiert, wo er bereits Anfang Oktober 1928 ein Hochschulstudium begonnen hatte. Mitte Februar 1931 bis 21. Oktober 1932 war er auf dem Linienschiff Schlesien eingesetzt. Anschließend war er bis 30. September 1936 Flottilleningenieur der 1. Schnellboot-Flottille. Am 1. Mai 1933 wurde er zum Kapitänleutnant (Ing.) befördert. In der Kriegsmarine wurde er für zwei Jahre Divisionsingenieur bei der Marinedivision Kiel. Später wurde er zur Baubelehrung Zerstörer ins Marinearsenal Kiel kommandiert und hier am 1. Januar 1937 zum Korvettenkapitän (Ing.) befördert. Anschließend ging er bis Mitte April 1940 als Referent in das Oberkommando der Marine. Hier erfolgte am 1. August 1940 seine Beförderung zum Fregattenkapitän (Ing.). Vom 1. September 1941 an war er Kommandeur der 2. Marinekraftfahrabteilung und zugleich im Stab des Küstenbefehlshabers Deutsche Bucht. Am 1. September 1942 wurde er Kapitän zur See (Ing.) und wurde am 22. März 1944 Kommandeur der Marinekriegsschule Heiligendamm. Am Ende des Zweiten Weltkrieges löste er am 8. Mai 1945 die Marineschule auf und ging in Kriegsgefangenschaft, aus welcher er im Juni 1946 entlassen wurde. Von Mai bis Juli 1945 war er von den Alliierten deutscher Wehrmachtkommandant Kappeln/Schlei eingesetzt. Anschließend war er bis Juni 1947 Kommandant der deutschen Marinelager, später der Marinedienstgruppe (Wilhelmshaven).
Von Juli 1947 bis Februar 1949 war er Betriebsleiter und zweiter Geschäftsführer der Schifffahrts-Gesellschaft Jade (Wilhelmshaven). Er ging anschließend als Betriebsleiter zu einem Verschrottungsbetrieb und wurde 1950 Lageringenieur im Lager Sengwarden. 1951/1952 war er als beratender Ingenieur bei Daimler-Benz in Stuttgart tätig.
Am 16. März 1952 trat er in den Seegrenzschutz ein und wurde hier Abteilungsleiter VI für Schiffsmaschinenwesen in Kiel.
Am 1. Juni 1956 trat er in die Bundeswehr ein und ging bis 30. September 1956 als Abteilungsleiter VI Schiffmaschinentechnik an den Führungsstab der Marine nach Bonn. Anschließend wurde er Kommandeur des Schiffsmaschinenkommandos in Kiel. Am 7. Dezember 1956 wurde er mit Wirkung am 13. Dezember 1956 zum Flottillenadmiral befördert. Im September 1961 wurde er in den Ruhestand verabschiedet.